# László Ferenczy
László Ferenczy, född den 9 mars 1898 i Felsővisó, död den 31 maj 1946 i Budapest, var en ungersk polisofficer. Han var överstelöjtnant i det ungerska gendarmeriet och samarbetade år 1944 med tyska Sicherheitsdienst (SD) i förintandet av de ungerska judarna. Tillsammans med László Baky och László Endre var Ferenczy Adolf Eichmanns främsta medarbetare. Ferenczy inrättade getton och organiserade deportationer av judar till Auschwitz-Birkenau. Efter andra världskriget avrättades Ferenczy som krigsförbrytare.

### Webbkällor
- ”László Ferenczy” (på engelska). Yad Vashem. http://www1.yadvashem.org/yv/en/exhibitions/communities/munkacs/laszlo_ferenczy.asp. Läst 31 januari 2013.